# Generalkommando 53
Das Generalkommando 53 war ein Führungsorgan der Armee des Deutschen Kaiserreiches im Ersten Weltkrieg.

## Gliederung
Es handelte sich beim Generalkommando 53 um ein Generalkommando z. b. V. (Generalkommando zur besonderen Verwendung). Diese entstanden ab 1916 und waren reine Kommandostellen, die Verbände wurden ihr nach Bedarf zugeordnet.

## Geschichte
Am 31. August 1916 erfolgte die Ernennung von Generalleutnant Konstanz von Heineccius zum Führer des an der nördlichen Ostfront neugebildeten Generalkommandos (z. b. V.) Nr. 53, es wurde im Bereich der Armeeabteilung „Scholz“ an der Düna-Linie etabliert. Am 8. März 1917 übernahm General der Kavallerie Manfred von Richthofen die Führung. 
Am 18. Januar 1918 übernahm Generalleutnant Leo Limbourg das Kommando des im Raum Dünaburg stehenden Generalkommandos, unterstellt waren die 85. Landwehr-Division, 3. Division, 5. Ersatz-Division und 23. Reserve-Division.
Im Oktober 1918 war das Generalkommando Teil der 11. Armee (von Steuben) am Balkan, unterstellt waren dabei die 6. Reserve-Division und die 217. Infanterie-Division.

## Kommandierender General
| Dienstgrad             | Name                    | Datum                             |
| ---------------------- | ----------------------- | --------------------------------- |
| Generalleutnant        | Konstanz von Heineccius | 31. August 1916 bis 8. März 1917  |
| General der Kavallerie | Manfred von Richthofen  | 08. März 1917 bis 18. Januar 1918 |
| Generalleutnant        | Leo Limbourg            | 18. Januar 1918 bis Kriegsende    |